# Преображенская (Волгоградская область)
Преображе́нская — станица в Волгоградской области России. Административный центр Киквидзенского района и Преображенского сельского поселения.

## Географическое положение
Станица Преображенская расположена в 270 км к северо-западу от Волгограда, на левом берегу реки Бузулук (бассейн Дона), в 40 км к северо-востоку от железнодорожной станции Филоново (на линии Волгоград — Поворино).

## История
Основана в 1851 году в связи с размежеванием земель Войска Донского.
В 1859 года в станице проживали 532 мужчины и 580 женщин, имелась церковь. Согласно переписи населения 1897 года в станице проживали 934 мужчины и 1032 женщины, из них грамотных: мужчин — 356 (38,1 %), грамотных женщин — 90 (8,7 %).
Согласно алфавитному списку населённых мест Области Войска Донского 1915 года земельный надел станицы составлял 9660 десятин, в станице проживало 1390 мужчин и 1443 женщины, имелись станичное правление, Преображенская церковь, двухклассное приходское училище, церковно-приходская школа, земский приемный покой, камера мирового судьи 5-го участка, 5 училищ, почтовое отделение, ветеринарный врач, паровая мельница.
С 1928 году районный центр Преображенского района (в 1936 году переименован в Киквидзенский район) Хопёрского округа (упразднён в 1930 году) Нижне-Волжского края (с 1934 года — Сталинградский край, с 1936 года — Сталинградская область, с 1961 года — Волгоградская область).
В 1936 году станица преобразована в село Киквидзе, в честь участника Гражданской войны Василия Киквидзе, командующего 16-й стрелковой дивизией Красной армии.
Решением исполнительного комитета облсовета депутатов трудящихся от 25 февраля 1960 года населенные пункты село Киквидзе, хутор Дон-Якушевский, хутор Углянка и посёлок Центральная Усадьба совхоза «Бузулукский» были объединены в один населенный пункт с отнесением его к категории рабочих поселков и присвоением наименования — рабочий поселок Киквидзе.
Постановлением Волгоградской областной Думы от 11 декабря 1997 года № 71/879 «О переименовании и изменении статуса рабочего поселка Киквидзе Киквидзенского района Волгоградской области» административный статус рабочего поселка Киквидзе был изменён на станицу и переименован в станицу Преображенскую.

## Население
| Динамика численности населения по годам |      |      |      |      |      |      |      |      |
| 1859                                    | 1873 | 1897 | 1915 | 1939 | 1959 | 1970 | 1979 | 1989 |
| 1112                                    | 1574 | 1966 | 2833 | 2604 | 2308 | 3840 | 4423 | 5135 |

| 2002 | 2010  | 2021  |
| ---- | ----- | ----- |
| 5463 | ↗5533 | ↘4889 |